# Castello Bevilacqua
Il Castello Bevilacqua è un edificio risalente al XIV secolo, sito nel comune di Bevilacqua, in provincia di Verona.
Ricco di affreschi, opere d'arte e sculture, dagli anni Novanta il maniero è adibito a manifestazioni, cerimonie, laboratori didattici, ed è aperto a visitatori e turisti.

## Storia
Nell'anno 1336 iniziarono i lavori di costruzione del Castello Bevilacqua voluto da Guglielmo I Bevilacqua per difendersi dalle due, allora più potenti, signorie: gli Estensi e i Carraresi. Guglielmo Bevilacqua era un venditore di legname alla corte di Can Grande Mastino della Scala; dopo il suo trasferimento da Ala di Trento a Verona assunse sempre più prestigio economico fintanto da diventare vassallo del vescovo. Ben presto però il maniero iniziò a subire i primi attacchi: il primo risale agli inizi del XVI secolo, periodo in cui il castello Bevilacqua perse la funzione difensiva. Ma grazie all'intervento dell'architetto Michele Sanmicheli, nel 1532, il maniero venne trasformato in una dimora nobiliare. Molti secoli dopo il maniero subì un ulteriore e devastante attacco per opera degli austriaci che, nel 1848, decisero di darlo alle fiamme. Ben presto, però, la contessa Felicita Bevilacqua decise di dare avvio ad una serie di opere per portare il maniero al suo antico splendore. A seguito della sua morte, il castello venne ceduto alla fondazione “Bevilacqua-La Masa” e successivamente adibito a residenza per anziani e indigenti. Con lo scoppio della seconda guerra mondiale il castello venne occupato dai soldati tedeschi e, una volta abbandonato, venne trasformato in asilo infantile fino al 1966; proprio in quell'anno le fiamme bruciarono il castello. Nel 1990 il maniero viene acquistato dalla famiglia Cerato che intraprende una serie di lavori di restauro per farlo apparire come lo si può ammirare oggi.

## Descrizione

### Strutture fortificate
Il castello Bevilacqua, prima del 1532, era altamente fortificato: una prima cinta muraria con relativo fossato accoglievano gli ospiti. Dopo aver sorpassato il primo portone ci si trovava in un cortile in cui si trovavano stalle, abitazioni di artigiani e contadini. Attraversata questa corte si giungeva davanti ad una seconda cinta muraria con fossato al di là dei quali sorgeva l'imponente castello.

### Interno
Cucina
La cucina ospita una serie di strumenti ed elementi risalenti a periodi diversi. Tra questi, un focolare e un forno per il pane del XVI, uno spiedo e una macina manuale del XVII secolo. Infine è presente una botola, oggi non accessibile, che veniva usata come via di fuga in caso di eventuale assedio.
Sala delle armature
Un tempo la sala delle armature era utilizzata come dispensa; questo spiegherebbe il perché della volta a botte che caratterizza la sala: questo particolare tipo di volta assicurava una temperatura costante necessaria per la conservazione dei cibi. Dal soffitto pende un lampadario finemente decorato in ferro risalente ai primi anni del ‘900. Anche qui, come nella cucina antica, è presente una botola che veniva usata in caso di attacco al castello.
Sala Scriptorum dell'amanuense
La sala, anch'essa caratterizzata dal soffitto con volta a botte, era il luogo in cui si ritirava l'amanuense a copiare i testi. Tuttora si possono ammirare alcuni degli innumerevoli strumenti che l'amanuense usava. Tra questi: la penna con il relativo calamaio, la pergamena e un antico codice.
Cantina
La cantina del castello Bevilacqua, usata un tempo per la conservazione dei vini e di altri vivande deperibili, è caratterizzata dalla temperatura costante durante tutto l'anno.
Salone rosa
Il Salone Rosa, anticamente affrescato e adibito a sala da pranzo, presenta decorazioni risalenti al 1756, anno in cui Gaetano Ippolito Bevilacqua fece sistemare il
piano nobile. Accanto alle porte si possono ammirare due importanti cornici ovali al cui interno, originariamente, si trovavano alcuni ritratti degli avi del maniero. Sfortunatamente, durante l'occupazione tedesca nella Seconda Guerra Mondiale le tele furono trafugate; è per questo che oggi all'interno delle cornici sono collocati degli specchi. Sopra alle porte è collocato lo stemma della famiglia Bevilacqua: un'ala dentro ad uno scudo sorretto da due cani e sormontato da una corona. Più recente è invece il restauro del pavimento, un terrazzo alla veneziana.
Sala degli affreschi
Ciò che rimane degli originali affreschi risalenti al '400 sono solo alcuni motivi geometrici di secondaria importanza. A causa dei vari incendi che hanno colpito il maniero le scene affrescate che decoravano le pareti sono andate distrutte.
Sala dei poeti
Questa sala, usata originariamente come sala da pranzo della famiglia Bevilacqua, prende il nome dalla passione di Ippolito Bevilacqua: la poesia. Lui si ritirava qui a creare i suoi componimenti ispirati alla tradizionale poesia pastorale.
Sala della musica
Il nome “Sala della musica” deriva dalla presenza di un pianoforte con cui si intratteneva la contessa Felicita Bevilacqua, primogenita dell'omonima famiglia. Dal punto di vista architettonico, la sala è caratterizzata da una “volta a schifo”.
Salone delle feste
Questo ampio salone anticamente affrescato veniva usato dai Bevilacqua come sala per banchetti e cene ai quali erano invitati amici, parenti e ospiti illustri.
Lampadari
I lampadari di Ca' Rezzonico furono creati utilizzando una tecnica, messa a punto da Giuseppe Briati, tipica di Murano e risalente al XVIII secolo. Questa tecnica prevedeva che del vetro color cristallo fosse soffiato e in un secondo momento si incastrassero pezzo per pezzo foglie e fiori policromi realizzati in pasta vitrea. Esempi di questi lampadari si possono ammirare nella reception del castello Bevilacqua, nella Sala degli Affreschi, nella Sala dei poeti e nella Sala della Musica.
Salone delle conferenze
Il salone delle conferenze, che si trova al terzo piano del maniero, ospita tele rinascimentali in cui sono raffigurate scene belliche e religiose. Oggi la sala ospita importanti meeting.

### Cortile interno
Il cortile interno progettato dall'architetto Michele Sanmicheli presenta cinque campate sui lati lunghi e tre campate su quelli brevi. Ma l'elemento che più caratterizza questo cortile è il pozzo in marmo rosso di Verona: decorato con due imponenti colonne che sostengono l'architrave, la funzione del pozzo era quella di approvvigionamento idrico. Il tetto spiovente permetteva all'acqua piovana di confluire nei tombini di scarico per poi passare in grandi vasche sotterranee. Da qui poteva essere attinta ogni qualvolta ce ne fosse bisogno.

### Giardino pensile
La realizzazione del giardino pensile fu affidata a Sanmicheli dopo che il maniero aveva perso la sua funzione di fortezza. Completato nel 1532, il giardino ospita attualmente una grande varietà di alberi e fiori, due pozzi (uno di questi era usato come via di fuga in casi di emergenza) e una fontana medievale. Infine, verso est, si può ammirare il tunnel arboreo dell'amore e un erbario. Il giardino pensile del castello Bevilacqua è considerato, ad oggi, uno tra i cinque più grandi d'Europa.

### Passaggi segreti
Durante i lavori di restauro sono venuti alla luce due passaggi segreti: uno ad est del castello che porta al paese di S. Salvaro in cui sorgeva un monastero e l'altro a nord del castello e che portava vicino al cimitero di Minerbe. Il primo passaggio era alto 2,5 metri ed era usato come via di fuga ma anche come canale di drenaggio. Il secondo passaggio partiva dal castello e arrivava nella cantina di una casa che si trovava a circa 500 metri dal maniero. Da qui proseguiva per quasi 5 km fino ad arrivare al cimitero di Minerbe.

## Proprietari

Stemma dei Bevilacqua.

### Felicita Bevilacqua
Infermiera per i soldati della Repubblica romana, conobbe e sposò Giuseppe La Masa. Con la sua eredità fu fondata la mecenate fondazione Bevilacqua La Masa.

### Giuseppe La Masa
Nato nel 1820 a Termini Imerese, Giuseppe La Masa viene cresciuto da uno zio che vorrebbe avviarlo alla vita religiosa. Giuseppe però capisce che la carriera che vuole intraprendere è quella letteraria. Così si trasferisce a Firenze dove continua a scrivere poesie a sfondo patriottico e contro la corruzione religiosa. Dopo l'incontro con
Felicita Bevilacqua partecipa alla prima guerra d'indipendenza. Continuerà per molti anni a seguire le vicende politiche finché nel 1860 parte con i Mille alla volta della Sicilia. Morirà a Roma nel 1881.